# 鸡冠眼子菜
鸡冠眼子菜（学名：Potamogeton cristatus），为眼子菜科眼子菜属下的一个植物种。